# Щедрин (Дагестан)
Щедрин (варианты названий Щедрин-Кутан, Шидринкутан, кутан СПК «Чкалова») — кутан колхоза имени Чкалова Тляратинского района Дагестана. Не имеет официального статуса, подчиняется Шидибскому сельсовету.

## Географическое положение
Расположен на территории Бабаюртовского района, в 11 км к западу от села Бабаюрт.

## История
Посёлок Чигирин основан в 1901 году, на собственных землях (куплено 566 десятин) русскими переселенцами из Киевской, Полтавской и Херсонской губерний. По данным на 1907 г. посёлок состоял из 39 хозяйств, в нём проживало 209 человек. Основное занятие населения — хлебопашество. В поселке имелось 21 лошадь и 22 головы крупного рогатого скота. По данным «Списка населённых мест Терской области в 1914 г.», как хутор Чигирин в составе Адиль-Юртовского сельского общества Хасавюртовского округа Терской области. Состоял из 36 дворов, во владении хутора находилось 540 десятин земли, в том числе 440 — удобной. На хуторе имелось одноклассное училище. По-видимому, покинут в годы гражданской войны, так как на Военно-топографическая карте Кавказского края за 1926 год обозначен как бывший хутор Чигиринский. Позже на месте хутор был организован совхоз «Красный Дагестанец». А затем эти земли были переданы колхозу имени Чкалова Тляратинского района под зимние пастбища.

## Население
В 1914 году на хуторе проживал 221 человек (110 мужчин и 111 женщин). По оценке 2015 года на кутане проживало 744 человека.